# Ebbs
Ebbs este un oraș în Austria.